# アプリンジン
アプリンジン(Aprindine)は、Ib群の抗不整脈薬である。臨床においてアプリンジン塩酸塩製剤として使用される。
ある研究では、ジゴキシンよりも大きく心房細動を遅らせることが示された。
経口で投与することで効率的に作用する。